# Герб Віли-Нови-де-Сервейри
Ге́рб Ві́ли-Но́ви-де-Серве́йри — офіційний символ містечка Віла-Нова-де-Сервейра, Португалія. Використовується як територіальний герб. У зеленому щиті золотий олень із срібним озброєнням. Він крокує праворуч, обернувшись передом. У рогах оленя португальський щиток. Щит увінчує срібна мурована містечкова корона з чотирма вежами.  Під щитом біла стрічка, на якій великими літерами напис португальською: «Vila Nova de Cerveira» (Віла-Нова-де-Сервейра).  Офіційно затверджений 16 лютого 1972 року.  

## Галерея

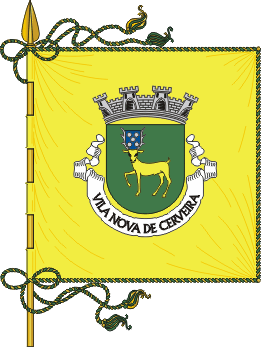
Прапор